# White Lady (Cocktail)

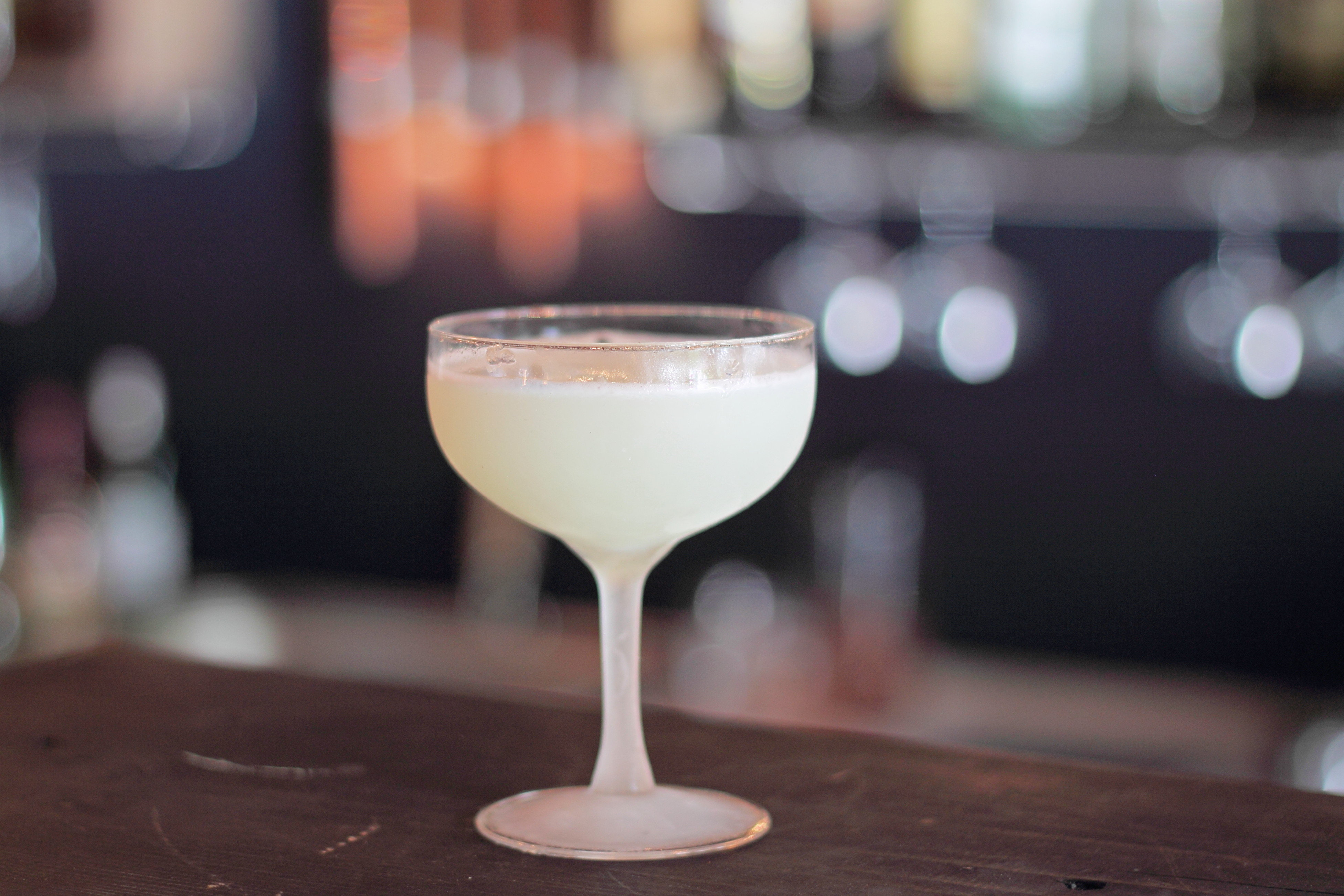
White-Lady-Cocktail

Die White Lady ist ein klassischer Cocktail, der zur Gruppe der Sours gehört und aus Gin, Cointreau und Zitronensaft zubereitet wird. In vielen Rezepten findet sich zudem noch die Ergänzung um Eiweiß, gelegentlich wird der Cointreau durch einen anderen Triple Sec ersetzt. Die Zutaten werden geschüttelt und dann in ein Cocktailglas abgeseiht. Ohne das Eiweiß ist der White Lady im Wesentlichen ein Sidecar, in dem als Basisspirituose Gin statt Weinbrand verwendet wird.
Erschaffen wurde der Drink zur Zeit der Alkoholprohibition in den Vereinigten Staaten in Harry’s New York Bar in Paris durch den Barbesitzer Harry MacElhone. Viele Barbesitzer und Barkeeper überdauerten die Zeit der Prohibition in Europa, ebenso wie wohlhabende Amerikaner Europareisen nutzten, um Alkohol zu sich zu nehmen.
MacElhone hatte, als er noch im Ciro’s Club in London arbeitete, bereits vorher einen Cocktail namens White Lady aus Zitronensaft, Cointreau und Crème de Menthe erschaffen. Dieser war ungewöhnlich, weil er zwei Liköre enthielt, aber keine Basisspirituose. Der erste White Lady fand beim Publikum keinen Anklang. Erst als er den Anteil an Cointreau deutlich reduzierte und die Creme de Menthe durch Gin ersetzte und damit dem Cocktail eine Basisspirituose hinzufügte, hatte der Cocktail Erfolg. Vermutlich orientierte sich MacElhone dabei am Sidecar, den Harry’s New York Bar einige Jahre vorher ins Programm genommen hatte. Einen Bekanntheitsschub erlebte der Cocktail durch Harry Craddock, den Barkeeper der Savoy Bar, der das Getränk 1930 bereits in die erste Auflage seines Savoy Cocktail Books aufnahm.
Schon wenige Jahre später tauchen die ersten Rezepte mit einem zusätzlichen Eiweiß auf, die die heute verbreitetste Form der White Lady schufen.
Wenn statt Cointreau Blue Curaçao verwendet wird, erhält man eine Blue Lady.